# Berberis stewartiana
Berberis stewartiana là một loài thực vật có hoa trong họ Hoàng mộc. Loài này được Jafri mô tả khoa học đầu tiên năm 1975.